# Frederik Paludan-Müller
Frederik "Frits" Paludan-Müller, född den 7 februari 1809 i Kjerteminde på Fyn, död den 27 december 1876 i Köpenhamn, var en dansk skald. Han var bror till Caspar och Jens Paludan-Müller.

## Biografi
Paludan-Müller hade från fadern, biskopen i Aarhus Jens Paludan-Müller, ärvt ett dialektisk-disciplinärt drag, hans ensamhetsbehov och djupt rotade odödlighetshopp; den finkänsliga, svärmiskt överspända, slutligen sinnessjuka modern (född Rosenstand-Goiske) hade givit honom i arv sensibiliteten, själsoron och den poetiska begåvningen. Student 1828, tog Paludan-Müller 1835 på faderns önskan juridisk examen, men det var poesien, som lockade hans håg och blev hans kall.
Vacker som en ung Adonis, blev han snart damernas gunstling i de köpenhamnska och provinsiella kretsar, dit hans börd och bildning, kvickhet och älskvärdhet banade vägen. Han genomlevde några ungdomsår, vari "Wein, Weib und Gesang" spelade in ej mindre än de med forcerad iver bedrivna litterära studierna, versskrivningen och det tidigt vaknande grubblet över livets och dödens gåtor. Redligt strävade han att komma till klarhet över sig själv, och i denna utveckling var hans förtroliga umgänge med tre kvinnliga släktingar (hans mors kusiner), döttrar till professor Borch i Sorö, av ingripande betydelse. 
Till en början trädde de båda äldre i förgrunden, nämligen Andrea Hansteen, som hans "biktmoder", och den vackra, romantiska Henriette Friderichsen, föremål för hans livs stora passion och "bruden i hans diktning". Men Charite Borch, den yngsta, i mycket olik systrarna och flera år äldre än Paludan-Müller, blev 1838 hans maka. Han hade då en rik poetisk produktion bakom sig och hade genomgått en allvarlig kris, som tryckte sin prägel på hela hans personlighet. 
Sin första stora framgång vann Paludan-Müller med den tjusande poetiska berättelsen Danserinden (1833), en för hans danska samtid ovanligt djärv och realistisk framställning av den erotiska passionen. Anslaget påminner närmast om Bournonvilles baletter, men intrycken från Byrons Don Juan är förhärskande. Formen är den speciella Byron-stansen: de epigrammatiskt tillspetsade stroferna är överspunna med ett fint nät av satirisk-spekulativa reflexioner.
Händelseförlopp, situationer och figurteckning erinrar avgjort om den engelska förebilden, och byronskt är ännu mera förhärligandet av lidelsen. Det verkliga underlaget härrör dock från Paludan-Müllers egen erfarenhet, och Dione, den tragiska huvudpersonen, är modellerad efter Henriette Friderichsen. Till diktens utomordentliga popularitet bidrog naturligtvis lyriken, de läckra målningarna och den lätta, dansanta versens charme. 
Även Paludan-Müllers nästa, ytterst omtyckta verk, ett mytologiskt epos Amor och Psyche (1834), visade en så glänsande, mångsidigt metrisk virtuositet, att den personliga undertonen skenbart drunknade däri och totalintrycket hotade att bli en. "poetisk skolridt". Ännu mindre kan Paludan-Müllers första romantiska skådespel Kærlighed ved Hoffet (1832; uppfört på scenen, men föga beaktat av publiken) fritas från anmärkningar för språkliga jonglörskonster och erotisk maskerad; det skvallrar dessutom om påverkan från Shakespeare och andra. 
Uppslag och anklang från Paludan-Müllers stora danska och utländska litterära föregångare möter för övrigt ofta i hans 1836 och 1838 utgivna två samlingar Poesier, som utom innerligt själfull, storstilad lyrik ("Sorgen", "Paa Møens klint", "Billedet", "Perlen" m. m.) innehålla flertalet av hans ungdoms romantiska skådespel och smärre poetiska berättelser, de senare alla i stil med Byrons versnoveller. De förra är Eventyr i Skoven (även kallat Luft og Jord), Alf og Rose och Fyrste og Page. 
Vemodet, som beslöjar även Paludan-Müllers ljusaste och luftigaste romantik, är en reflex från tvedräkten mellan lättsinne och tungsinne, hvilka brottas i hans oroliga själ och i hans typiska ungdomspoesi förkroppsligats av de två motsatserna "Laetus" och "Dolorus", där ännu inte underordnade en högre enhet. Paludan-Müllers energiska strävan efter en föreningspunkt mellan lyckans och "lydnadens" idéer ledde nämligen till nyss antydda intensiva själsstrider. Härtill kommo kärlekssorger, litterära motgångar och kroppslig sjukdom, och åren 1836-1837 var hela hans inre i uppror. 
Det var Paludan-Müllers öde att i sin traktan efter det oupphinneliga, i sin hängivenhet för idéerna aldrig kunna helt och för beständigt älska en kvinna. Böjelsen för Henriette Friderichsen framkallade svåra, i längden olösliga dissonanser (genljud därav i "Tilbagefald"). Under ferievistelsen i Aarhus greps han av kärlek till Louise Elmquist (död ogift 1877), den fina och intressanta, musikaliska unga flicka, som inspirerat honom till en av hans diktnings mest levande och sympatiska gestalter, Alma i Adam Homo; men de skildes åt, utan att det avgörande ordet dem emellan blev sagt (vittnesbörd om deras kärlek är vidare den gripande elegien "Den forladte" och den av Tegnérs "Ingeborgs klagan" märkbart påverkade "Sang"). 
Från en svårartad nervfeber repade han sig först långsamt i slutet av 1837, och hans hetsiga och bittert personliga antikritik Trochceer og Jamber (samma år), ett slags "litterär nervfeber", isolerade honom för en tid kännbart från forna vänner och meningsfränder. Paludan-Müller hade kommit till en vändpunkt i sitt liv; det avgörande steget tog han då genom giftermålet med Charite Borch, som träget vårdat honom under hans sjukdom och inte heller sedan upphörde att betrakta honom som sin patient. 
Den praktiska och intelligenta hustrun blef honom en god kamrat, som gav honom den arbetsro han behövde, men hennes abstrakt moraliserande och torrt reflekterande natur (själv författade och utgav hon Religiøse Studier, 1863-1875) torde ha bidragit att göra honom gammal i förtid, och det barnlösa äktenskapet kom att likna ett klosterliv. Å andra sidan inverkade hon fördelaktigt  även på Paludan-Müllers diktning, som efter vändpunkten röjde större allvar och djup, en helt annan konsekvens, intensitet och realism än förr. 
Efter hemkomsten från en tvåårig bröllopsresa till södern sökte han både i fantasi- och verklighetsdiktning göra upp med det förflutna. I tre fylligt koloristiska och konturskarpa mytologiska dramer riktar han blicken från det yttre mot det inre. Minnet mera än hoppet blir nu drivkraften i hans poesi; en viss likhet med den resignerade stämningen i J.L. Heibergs Nye Digte gör sig gällande. 
Venus (1841) med sina sydländska praktskildringar firar försakelsen som viljekraftens källa, i Dryadens Bryllup (1844) framträder den smärtsamma brytningen med naturlivet mot en bakgrund av frisk skogsromantik, och Tithon (samma år), sorgespelet om "jordens son och morgonrodnadens älskare", symboliserar hans egen livstragik personligt mäktigare än kanske någon annan av hans dramatiska dikter. 
Realistiska smådrag och en viss jylländsk lokalfärg har beröringspunkter med Paludan-Müllers huvudverk, ett av danska litteraturens mest monumentala, Adam Homo (I 1841; II-III 1848), där han håller domedag över sig själv och ännu mera över sin danska samtid. Detta moderna komiska epos i tolv sånger på fritt och mästerligt behandlade ottave rime (Paludan-Müllers favoritstrof) bör fattas som en på samma gång individuell, nationell och universell satir. 

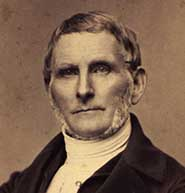
Frederik Paludan-Müller.

Det självbiografiska röjer sig mest i 1:a delen vid skildringen av den unge Adam och hans förhållande till Alma. Hon är diktens enda verkliga hjältinna, vars tragik och nobless till fullo framträder i hennes "kvarlåtenskap" (11:e sången), en mängd lyriska dikter och religiösa betraktelser i sonettform samt på daktyliskt och ostrofiskt eller strofiskt jambiskt versmått, varav några är äkta pärlor av poesi ("suckar, som blir psalmer"). 
Inflytandet från Byrons Don Juan har kvarlämnat tydliga spår både i Adam Homos planläggning och i enskildheter, men de senare har inte sällan en parodierande, borgerlig anstrykning (till exempel hjältens kärleksäventyr), och de demoniska byronfigurernas (von Pahlens, "den gråa Galts") epikureism satiriseras bistert. Själva stansen, frigjord från Byrons ironiska dubbelspel, har vunnit i logisk och rytmisk helhet, utan att mista något av versens eleganta och raljanta uttrycksfullhet; naturalistiska liknelser undviks, och inskjutna betraktelser är jämförelsevis få. 
Paludan-Müllers mognad och självständighet kommer kanske mest till sin rätt i de många präktiga porträtten och genrebilderna. De rikt individualiserade och nyanserade gestalterna (särskilt i del II) bildar ett imponerande galleri, och situationsbilder som den fynska slottsbalen, det jylländska skördegillet och interiörerna med de båda gatslinkorna Line och Trine förtjuste eller förskräckte samtiden genom sin dristiga åskådlighet. 
Typer och tavlor är danska. Skildringen vidgas till en satirisk vidräkning med nationallyten i Kristian VII:s Köpenhamn: frasen och posen i dåtidens danska politik och press, filosofi, religion och konst, konvenansen i dess glatta och flotta sällskapsliv gisslas av en man, som själv inte varit oberörd av festyran. Från Adam Homo härstammar i rätt nedstigande led Drachmanns Forskrevet och Henrik Pontoppidans Lykkeper. Men ju längre Paludan-Müllers stora epos fortskrider, desto mera tränger sig även den allmänmänskliga tendensen fram. 

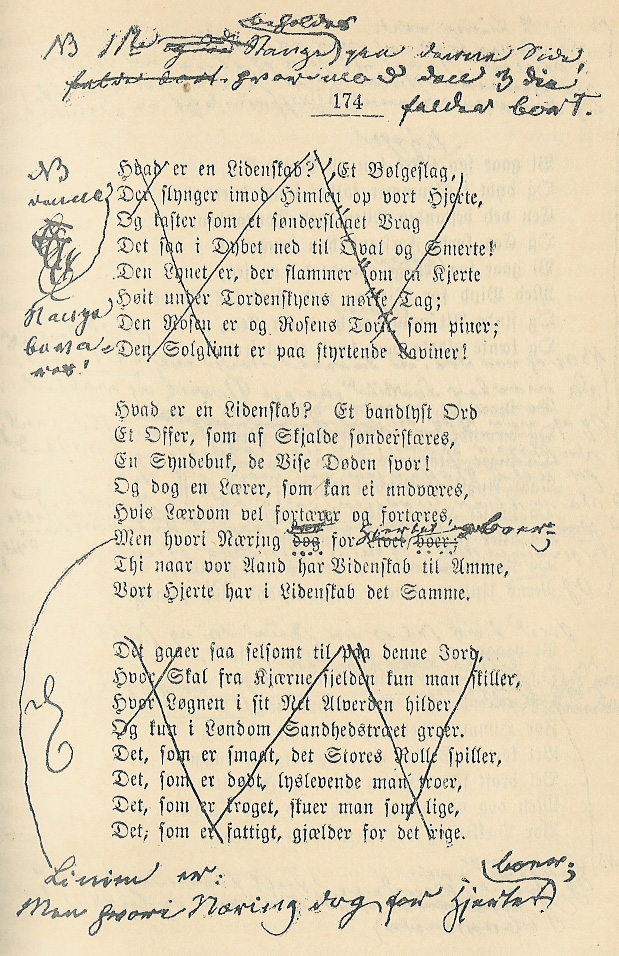
Paludan-Müllers egna ändringar i en tryckt utgåva av Adam Homo.

Adam Homo handlar om människosjälens förlisning. Bit för bit avslöjas den blide ("älskvärde") mannen som den svage, lyckojägaren avkläds all sin grannlåt, dussinmänniskan, som svikit sina ungdomsideal, men stigit allt högre och högre på maktens och ärones skala, blottas i all sin skröplighet och styggelse, rannsakas drastiskt efter en ömklig död och frälsas blott tack vare "det evigt kvinnliga" i Almas serafiska gestalt (jämför härmed Dantes "Beatrice", Gretchen i slutmysteriet av Faust och Solveig i Peer Gynt). 
Paludan-Müllers epos är ett slags "mänsklig komedi" eller "vardagsmänniskans tragedi", och träffande har Adam Homo karakteriserats som "Aladdinstypen i smältugnen" och motsatsen till Faust: Goethes mästerverk framställer en människa, som utvecklas, Paludan-Müllers en, som utplånas av livet.
Tvekampen mellan lyckans och lydnadens idéer, mellan naiv, profan livskult och religiös resignation fortgår i P:s hela följande rika alstring, ej minst i hans biblisk-historiska poesi. Tre digte (1854) innehåller de ypperliga skaldeverken Abels død (svensk översättning 1859), Ahasverus och Kalanus, alla, var på sitt sätt, högstämda lovsånger till döden-befriaren. 
Det första är en klassisk idyll med en av herdelivet i schweizdalarna påverkad naturskildring. Det andra med sin plastiska figurframställning och realistiskt verkningsfulla språkton, sin genomträngande kyrkogårds- och domedagsstämning bespottar lyckohungern lika patetiskt, som fritänkarna gisslats i Paludan-Müllers föregående trångbröstade stridsskrift Luftskipperen og atheisten (1852). 
Det tredje och sista, Paludan-Müllers största och skönaste idédrama, förebådar genom sin världshistoriska spännvidd Ibsens "Kejser og galilæer" och kontrasterar lyckligt i en miljö av präktigt tecknade bifigurer den helleniske världserövraren Alexander och den indiske asketen Kalanus, som genom sin själv valda extatiska offerdöd på bålet visar sig vara den sanne triumfatorn. Dikten symboliserar själens befrielse genom självförbränning.
Efter en längre tids sjuklighet och tystnad utgav Paludan-Müller Nye Digte (1861), omfattande Kain, en studie över människosjälens fridlöshet, Paradiset, vars landskapssceneri tyder på djupa skönhetsintryck av parknaturen i Fredensborg, där skalden gärna tillbragte sina somrar, och Benedikt af Nursia og hans Amme, det optimistiska motstycket till "Kalanus", en ungdomligt skär dikt om återvunnen själsfrid och tillkämpad lydnad för en mission. 
Paludan-Müllers ålderdomsproduktion medförde den omständliga prosaromanen i "Wilhelm Meister"-stil Ivar Lykkes historie (tre band, 1866-1873), som vill förhärliga "perfektibiliteten", bland annat anspelar på författarens barndomsminnen från Kjerteminde och är en reflex av hela Danmarks historia från Fredrik VI till Kristian IX. Härtill sluter sig den typiska prosanovellen Ungdomskilden (1865; svensk översättniung 1866), som speglar hans egen genius, halvt gubbe, halvt yngling, och den mytologiska dikten Adonis (1874), Paludan-Müllers djupt symboliska "gravskrift", där han gripande biktar sin hängivenhet för sin sångmö, kontemplationens musa.

## Eftermäle
Med sin ymniga produktion blev Paludan-Müller dock aldrig en av Danmarks mer populära skalder. Han var för mycket inåtvänd och hans horisont för nationellt obegränsad. Det är höstluft i hans poesi, hans stil är linjefast, men ofta tunn i färgen, och hans klara diktion kan verka beklämmande genom något instängt och blodfattigt. Däremot är Paludan-Müller en av de märkligaste gestalterna och konstnärerna i Danmarks och hela Nordens nyare vitterhet. 
Jämte Kierkegaard och J.L. Heiberg betecknar han övergången mellan de två blomstringsperioderna i 1800-talets danska litteratur, och Paludan-Müllers djupa, energiska och rikt fasetterade tankediktning är en utgångspunkt för Henrik Ibsen (Brand, Peer Gynt och så vidare). 
Paludan-Müllers Udvalgte poetiske skrifter (tre band, 1909) är textkritiskt, med inledning och kommentar utgivna av C.S. Petersen. Grundläggande arbeten om honom är hans systersöners Julius Langes artikel om Paludan-Müller i Dansk biografisk lexikon, XI (1897) och Frederik Langes Frederik Paludan-Müller ("Biografien", 1899). Se för övrigt Georg Brandes Samlede skrifter ("Danske digtere", 1877), och framför allt Vilhelm Andersens Paludan-Müller (I-II, 1910).

## På svenska
- Ungdomskällan: berättelse (översättning Fredrika, Flodin, 1866)

## Utmärkelser
- Professors namn,  1854[4]
- Dannebrogsmännens hederstecken,  1869[4]
- Kommendör av Dannebrogorden,  1875[4]

[Redigera Wikidata]